# Меньян, Лали
Лали Меньян (фр. Laly Meignan, настоящее имя Элали (Эулалия) (Eulalie); род. 5 января 1968, Булонь-Бийанкур (О-де-Сен) — французская актриса, модель и телевизионная ведущая, известная многолетним исполнением роли Лали Паоли в ТВ сериале «Элен и ребята» и его продолжениях.
Бразильянка по происхождению (полное имя - Эулалия), до прихода на телевидение была танцовщицей, манекенщицей и фотомоделью. Появившись осенью 1992 года во 2-м сезоне телесериала «Элен и ребята» (70-я серия); вскоре стала, в паре с актёром Себастьеном Куриво, одним из центральных персонажей, выступая в амплуа взбалмошного «большого ребёнка». Как и большинство её коллег по проекту, в результате оказалась «заложницей одной роли». Продолжительное участие в телесериалах, пользовавшихся популярностью у публики, но слабых по сценарию и режиссуре, не позволило в дальнейшем успешно продолжить карьеру в кинематографе.
Помимо съемок в эпизодах различных телевизионных сериалов, продолжала сниматься в рекламе (в частности, в 2009 году — в рекламе игровой приставки Wii). В 2007—2009 годах вместе с Лор Гибер и Себастьеном Роком играла в сериале «Пылающая бухта». В 2008—2009 годах — с Патриком Пюидеба, затем с Себастьеном Роком была ведущей утренних программ на телеканале IDF1 Matin.
В 2009 году играла в театре в пьесе «Дама с камелиями». С 2010 года снимается в третьем продолжении «Элен и ребят» — сериале «Тайны любви», где её героиня стала репортером светской хроники.
В 2010 году открыла в Ницце бутик дамского белья и создала свою торговую марку Lalylingerie.
Имеет двоих детей. Старший, Милан (род. 2000), от актёра и режиссёра Никола Филали, игравшего в 1-м сезоне «Каникул любви» жениха Жанны Гарнье (героини Изабель Буис). Второй, Лиам (род. 2007), рождён в союзе с Патриком Канигером, фотографом, вторым мужем актрисы.

## Фильмография
- 1992—1994: Hélène et les Garçons (Элен и ребята; 211 серий) — Лали
- 1995—1996: Le Miracle de l’amour (Чудо любви; 157 серий) — Лали
- 1996: Portrait chinois (Китайский портрет) — Продавщица
- 1996—2004: Les Vacances de l’amour (Каникулы любви; 100 серий) — Лали Паоли
- 1999: Island détectives (1 серия)
- 1999: Emma (Эмма), короткометражный фильм
- 2007—2010: Baie des flamboyants (Пылающая бухта; 37 серий) — Франсес Гийерм
- 2008: SOS 18 (1 серия)
- 2011 — н. в.: Les Mystères de l’amour (Тайны любви) — Лали Паоли
- 2012: Le Jour où tout a basculé (1 серия)
- 2012: Si près de chez vous (1 серия)
- 2013: R.I.S Police scientifique (1 серия)
- 2013: Petits secrets entre voisins (1 серия)